# Schrobenhausen
Schrobenhausen (pronunciación en alemán: /ʃʁoːbn̩ˈhaʊ̯zn̩/ⓘ) es una ciudad situada en el distrito de Neuburg-Schrobenhausen, en el estado federado de Baviera (Alemania), con una población a finales de 2016 de unos 16 936 habitantes.
Se encuentra ubicada en el centro del estado, en la región de Alta Baviera, al norte de la ciudad de Múnich —la capital del estado— y cerca de la orilla del Danubio.